# Moulin de Traou Meur
Pour les articles homonymes, voir moulin à marée (homonymie).
Le moulin de Traou Meur est un moulin à marée situé à Pleudaniel, en France.

## Localisation
Le moulin est situé près du lieu-dit de Traou Meur, sur la commune de Pleudaniel, dans le département français des Côtes-d'Armor. Il est situé sur la rive occidentale de l'estuaire du Trieux.

## Description
Le moulin est formé de l'édifice proprement dit, ainsi que d'une digue qui isole un étang du reste de l'estuaire.

## Historique
Le moulin à marée date du XVIIIe siècle, sa digue du XVIIe siècle. Son activité cesse en 1961.
En décembre 1647, cet ancien moulin seigneurial était dénommé le Moulin Neuf dans un aveu au seigneur de Guingamp et dépendait d'un manoir, dit de Tromeur.
L'édifice, son mécanisme et sa digue sont inscrits au titre des monuments historiques en 1987, puis classés en 1991.